# Moncucco (Vernate)
Moncucco (Moncucch in dialetto locale) è una frazione del comune italiano di Vernate posta ad ovest del centro abitato, verso Casorate Primo. Ha costituito un comune autonomo fino al Risorgimento.

## Storia
Moncucco era un piccolo centro abitato del milanese di antica origine, e confinava con Calvignasco a nord, Vernate ad est, Papiago a sud, e Casorate ad ovest, e apparteneva a tal feudo di Ravello. Al censimento del 1751 la località fece registrare 500 residenti, scesi a 433 nel 1771.
In età napoleonica, nel 1805, la popolazione era scesa a 360 unità, e nel 1809 il municipio si allargò annettendo il territorio di Vernate per un totale di 851 residenti, ma nel 1811 fu a sua volta soppresso ed incorporato a Casorate; tutti i centri recuperarono comunque l'autonomia nel 1816, in seguito all'istituzione del Regno Lombardo-Veneto, seppur venendo spostati in Provincia di Pavia.
L'abitato conobbe una discreta crescita per un villaggio agricolo, facendo registrare 620 anime nel 1853, salite a 648 nel 1859, anno in cui i Savoia lo riportarono in Provincia di Milano. Il municipio, la cui denominazione era stata nel frattempo rettificata in Moncucco Vecchio, fu definitivamente soppresso il 9 giugno 1870 su decreto di Vittorio Emanuele II, venendo annesso coi suoi 709 abitanti a Vernate, riprendendo l'antico modello napoleonico.

## La Chiesa del Mulino Vecchio

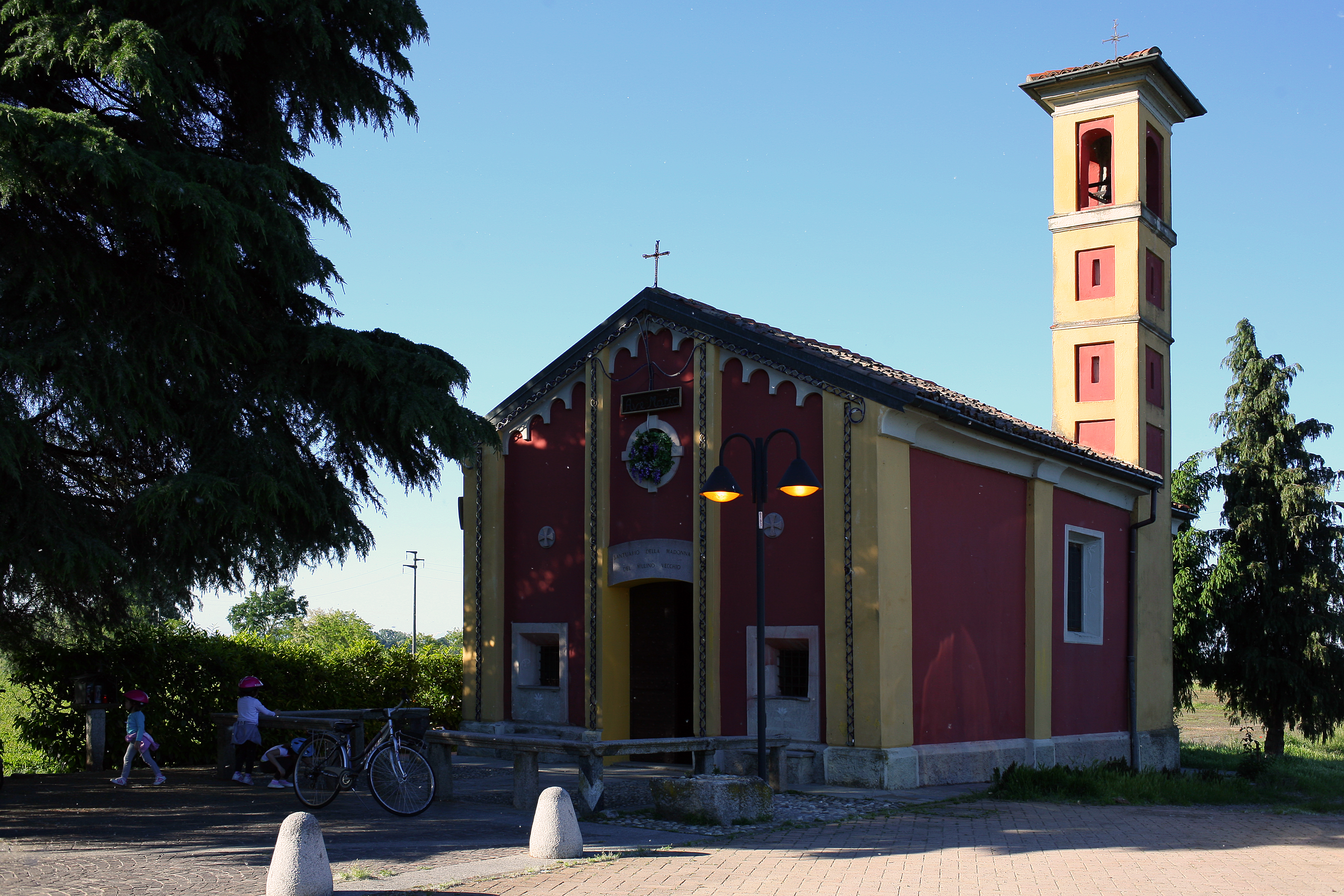
Vista del Santuario

Nella campagna di Moncucco, la strada per Pavia porta ad incontrare la Chiesa del Mulino Vecchio. Costruita nel Cinquecento per riparare un'immagine miracolosa, appare oggi, dopo un lungo ed attento restauro, restaurata ed intonacata con colori vivaci. Il campanile è alto 11 metri e possiede 1 campana. Ben diversa è invece la sorte del nuovo mulino, in evidente stato di degrado.